# Schlacht bei Hüls (1583)

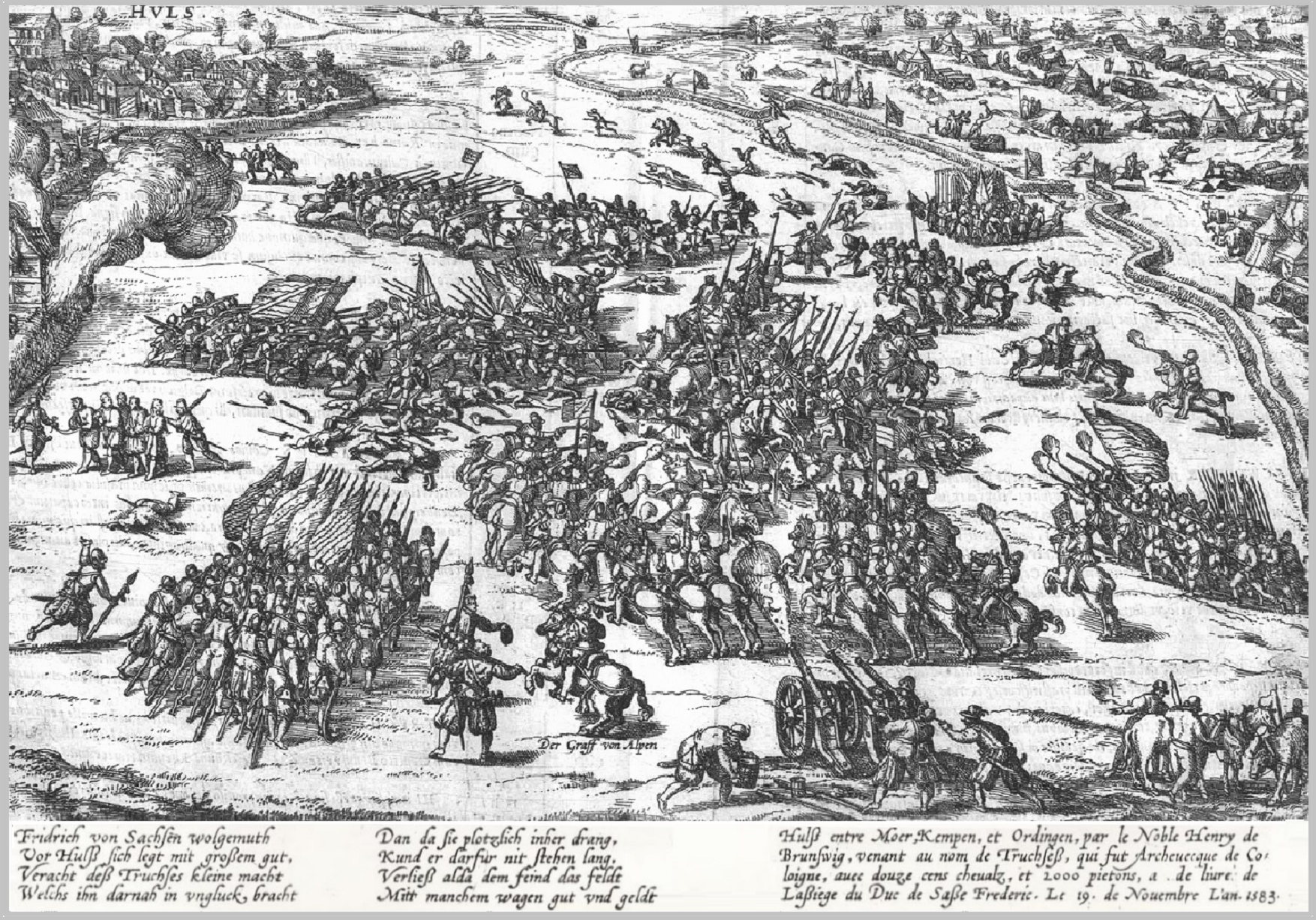
Schlacht bei Hüls (1583), Zeichnung von Frans Hogenberg aus dem 16. Jahrhundert

Als Schlacht bei Hüls werden Kampfhandlungen bezeichnet, die im Verlauf des Truchsessischen Krieges am 19. November des Jahres 1583 im Norden des heutigen Krefelder Stadtteiles Hüls (beim Ortsteil Orbroich) stattfanden.
Der Kölner Erzbischof Gebhard Truchseß von Waldburg-Trauchburg neigte dem Protestantismus zu, vorrangig um seine Geliebte, die Gräfin Agnes von Mansfeld, heiraten zu können. Kaiser und Papst konnten diesem Vorhaben nicht tatenlos zusehen und so wurde der Truchseß im April 1583 abgesetzt, während das Domkapitel als Nachfolger im Doppelamt des Kurfürsten und Erzbischofes am 22. Mai 1583 Ernst von Bayern (aus dem Hause Wittelsbach) wählte. Bei den dann folgenden militärischen Auseinandersetzungen spielte Graf Adolf von Moers und Neuenahr eine wichtige Rolle, ein Freund und Parteigänger des abgesetzten Truchseß. Die etwa 60 km nördlich von Köln gelegene kleine Herrlichkeit Hüls stand dabei insofern im Blickpunkt, als der (überwiegend katholisch gebliebene) Kernort eine Unterherrschaft von Kurköln bildete, während der kleinere Ortsteil, die sogenannte „Moersische Straße“, seit dem 15. Jahrhundert als Enklave zur Grafschaft Moers zählte, die inzwischen zur reformierten Glaubensrichtung gewechselt war.

## Hintergründe
Sowohl der Noch-Erzbischof Truchseß als sein Moerser Freund Adolf hatten ein Interesse daran, den ihnen gefolgspflichtigen Ort vom Katholizismus zur Reformation zu führen und das umliegende katholisch-kurfürstliche Land in ein säkularisiertes Kurfürstentum zu wandeln. Auf Schloss Moers hatten sich der Truchseß und seine Geliebte Agnes von Mansfeld regelmäßig heimlich getroffen, hier waren die Pläne zur Hochzeit mit der Gräfin und evangelischen Gerresheimer Stiftsdame entstanden.
Die katholische Seite unter dem Gegen-Erzbischof Ernst von Bayern formierte sich und so kam es zu den Kampfhandlungen im Umfeld des Dorfes. Der das ganze Rheinland und umliegende Gebiete in Mitleidenschaft ziehende Truchsessische (oder Cölnische) Krieg dauerte sieben Jahre, in denen der kleine Ort Hüls mehrfach umkämpft war und unter wechselnde Herrschaften fiel.

## Allianzen
Da der Truchseß sich nicht als Lutheraner, sondern als Calvinist sah, bekam er keine Unterstützung von lutherischen Kurfürsten etwa aus Brandenburg oder Sachsen. Seine Hauptverbündeten waren zunächst der ebenfalls dem Calvinismus anhängende Graf Adolf von Moers, sowie die Wetterauer Grafen, an ihrer Spitze Graf Johann VI. von Nassau-Dillenburg. Wichtige militärische Erfolge erzielte die kurfürstlich-Moersische Allianz im April 1587 zunächst mit der Besetzung von Rheinberg. Von dort war eine Vorhut in Richtung Hüls gezogen; Reiter und Fußknechte der protestantischen Seite setzten sich daraufhin in Hüls fest und befestigten den Ort in ihrem Sinne. Weitere Moersische Truppen sammelten sich in Uerdingen, um von dort aus einerseits die bereits im Ort verschanzten Moerser Söldner zu unterstützen, andererseits von dieser Basis aus das katholische Kempen zu bedrängen. 
Die katholische Allianz des Gegen-Erzbischofes Ernst von Bayern versammelte sich unter der Führung des Kölner Chorbischofes Friedrich von Sachsen-Lauenburg, der wiederum Gefolgschaften durch eine Schar Wallonen aus Roermond aufbieten konnte, so dass sich schließlich viertausend Mann Fußvolk und dreihundert Berittene bei Hüls verschanzten.

## Schlachtverlauf
Im Oktober 1583 belagerten die Katholischen zunächst das Dorf Hüls, das von den Söldnern des für die calvinistische Seite kämpfenden Moerser Grafen gehalten wurde. Überliefert ist, dass die protestantischen Besatzer ein hinkendes Pferd mit Heiligenbildern beladen vor die Tore auf die Belagerer zutrieben; diese wiederum trieben das Pferd mit einem montierten Galgen versehen zurück in den Ort zum Zeichen, was dem Gegner bei einer Niederlage blühen werde.
Die Hauptschlacht fand nordwestlich der Ortsgrenze statt. Ein zeitgenössischer Kupferstich aus der Sammlung Frans Hogenberg zeigt das Kampfgetümmel gesehen von Osten, etwa im Bereich zwischen heutigem Boomdyk und Lookdyk, Blick nach Westen Richtung Orbroich. Der Ort Hüls liegt linkerhand, die Landwehren rechterhand verlaufend Richtung Vinnbrück und Schadmey (beim Rittergut Gastendonk). Die Moersischen Söldner lagern im Vordergrund, angeführt vom Grafen zu Alpen hoch zu Rosse (gemeint ist der Moerser Graf Adolf selbst, der ursprünglich der Nebenlinie "von Neuenahr-Alpen" entstammte und neben seinem Titel "von Neuenahr-Moers" auch weiterhin den "von Neuenahr-Alpen" führte). Die Truppen der katholischen Seite – des Chorbischofs deutsche Lanzenreiter, die Wallonen des Grafen von Reifferscheid und Söldner des Obristen von Esseneur – haben sich in getrennten Lagern bei Orbroich und südlich vor dem Ort Hüls verschanzt.
Zwei Tage vor der Schlacht, am 17. November hatte Graf Adolf von Moers Truppen seines Verbündeten, des Prinzen Heinrich von Braunschweig, bei Rheinberg über den Rhein geleitet und von dort durch Moersisches Gebiet zunächst ins befestigte Uerdingen, wo weitere Verbündete (u. a. aus den befreundeten staatischen Niederlanden) hinzustießen. Ein Teil der Moersisch-Truchsessischen Truppen rückte an Krefeld vorbei durch das Kliedbruch Richtung Hüls (wahrscheinlich von Traar kommend über den heutigen Steegerdyk). Gegen 10 Uhr Morgens erreichten sie Hüls, zunächst nur in der Absicht, Proviant und Munition vor dem Ort (bei der Landwehr entlang des Baches „Flöth“) zu deponieren.
Die Situation der Katholischen Seite stellte sich derweil so dar: die in getrennten Quartieren lagernden Wallonen des Grafen von Reifferscheid, einheimische Reiter und Landsknechte des Chorbischofs, sowie das Regiment des Obristen Esseneur, waren auf einen Überfall durch die Moersischen nicht vorbereitet. Der Chorbischof selbst mit seinen Rittmeistern und von Reifferscheidt waren aber an dem Morgen zum Besuche eines Edelmannes weggeritten. Von den Berittenen des Chorbischofs waren einige unterwegs in den Bauernschaften zum „Fouragieren“ (d. h. zum Plündern und Beutemachen).
Eine weitere von den Katholischen erwartete Unterstützung durch wallonische Lanzenreiter des Marschalls von Schwarzenberg und des Herrn von Goesbeek, kam – weil sie unterwegs eine längere Weinpause eingelegt hatten – verspätet in Hüls an, allerdings just zu dem Zeitpunkt, als die Moersischen im Hülser Bruch auftauchten. Es kam zu kleinen Scharmützeln der Moerser mit den inzwischen anrückenden Wallonen, die zunächst den Platz behaupteten. Derweil erschien der Chorbischof mit seinen Reitern auf dem Rückweg ins Lager. Jetzt kam es zu einer taktischen Fehlentscheidung der Katholischen Truppenführung: Anstatt mit den reichlich vorhandenen Gepäck- und Beutewagen eine Wagenburg zu bilden und so die zahlenmäßig unterlegenen Einheiten der Moersischen leicht abzuwehren, versuchten sie die Wagen aus dem Gefechtsfeld fort nach Süden in Sicherheit zu bringen. Auch die eigenen Reiter, diesen Rückzug als Flucht deutend, ritten davon, statt in den Kampf einzugreifen. Dadurch geriet das Fußvolk der katholischen Seite (Söldner Esseneurs und Reifferscheidts) ins Wanken.
Es gab aber noch die schon länger im Ort selbst verschanzte Moersisch-Truchsessische Besatzung, die das Geschehen beobachtete und jetzt einen Ausfall zur Unterstützung ihrer aus Uerdingen herangerückten Kameraden wagte. So kamen die Katholischen von zwei Seiten in die Zwickmühle. Die für die katholische Seite kämpfenden Wallonen gerieten endgültig in Panik und flohen Richtung Kempen und nach Süden. Einmal auf der Flucht, wurden sie von den Moersischen verfolgt, vier Einheiten völlig aufgerieben. Vier Geschütze und 300 Wagen mit Proviant und Beutegut fielen in die Hände der Verfolger.
Auch der Freiherr von Esseneur wurde schwer verwundet und in das von Moersern besetzte Krefeld geschleppt. Von neun Fähnlein (ein Fähnlein gleich etwa 300 Mann) wurden vier ganz aufgerieben, Hauptleute, Fähnriche und Lieutenants getötet, 500 gerieten in Gefangenschaft. Der Chorbischof flüchtete mit seiner Leibtruppe in sein Pfandhaus Hülchrath. Graf Werner von Reifferscheid setzte sich nach Neuß ab, der Probst von Gent kam in Kempen unter. Der katholische Gegen-Kurfürst Ernst von Baiern selbst war bei der Schlacht gar nicht dabei, er hatte sich mit starkem Gefolge nach Lüttich zu einem Landtag begeben.
Eine weitere Unterstützung für die Katholischen, 300 Mann spanische Truppen des Don Pedro, hatte sich zwar von der Maas her Richtung Hüls begeben, aber als sie ankamen, war die Schlacht bereits vorbei – sie drehten daher in Richtung Aldekerk ab, um den Feind zumindest am weiteren Vordringen zu hindern. Die Moersisch-Truchsessischen ließen sich durch die Präsenz der Spanier auch von ihrem Vorgehen abhalten, den Rhein herauf Richtung zu Bonn ziehen; ihre aus Westfalen gekommenen Unterstützer zogen derweil über den Rhein nach Osten ab.
Graf Adolfs eigene Landsknechte besetzten vorerst weiter den Ort Hüls. Auch verblieben einige Hundertschaften seiner Söldner in Uerdingen und Rheinberg.

## Gedicht
Der Hogenbergische Kupferstich enthält ein Gedicht, die Niederlage des Friedrich von Sachsen-Lauenburg beschreibend:
- Friedrich von Sachsen wohlgemut – Vor Hüls sich legt mit großem Gut
- Veracht des Truchseß kleine Macht – Welches ihn danach in Unglück bracht
- Dann da sie plötzlich inher drang – Kunnt er dafür nit stehen lang
- Verließ allda dem Feind das Feld – Mit manchem Wagen Gut und Geldt
- (1200 Pferde, 2000 zu Fuß. 19 November 1583)

## Nach der Schlacht
Nach der Schlacht wurde Hüls weiterhin wechselnd besetzt, die Bürger waren Plünderungen der jeweiligen Besetzer ausgesetzt. Kirche und Kirchturm wurden verwüstet, die beiden Mühlen zerstört. Insassen der beiden Hülser Klöster flüchteten für mehrere Jahre ins benachbarte Kempen.
Die Allianz des Gebhard Truchseß hatte nur vorübergehenden Erfolg. Längerfristig gewann Ernst von Bayern, der neu gewählte Gegen-Kurfürst, die Oberhand. Graf Adolf, der Sieger von Hüls, kämpfte noch einige Jahre weiter, u. a. als von den Oraniern ernannter Statthalter des Gelderlandes (nachdem er Moers wegen der Belagerung durch spanisch-katholische Truppen im Jahre 1586 verlassen musste). Am 18. Oktober 1589 kam er bei einem Unfall mit Pulverfässern in Arnheim ums Leben. Gebhard Truchseß von Waldburg ging 1584, auf Vermittlung von Wilhelm von Oranien, in die Niederlande und eroberte mit deren Unterstützung am 23. Dezember 1587 Bonn. 1589 gab er den Kampf auf, siedelte mit seiner Gräfin nach Straßburg über und wurde evangelischer Domdechant am Hof von Herzog Friedrich von Württemberg. Er starb 1601 in Straßburg. Kurköln (und somit der Ort Hüls) blieben fortan katholisch geprägt.